# Häråkerstjärnen
Häråkerstjärnen är en sjö i Örnsköldsviks kommun i Ångermanland och ingår i Idbyåns huvudavrinningsområde.